# Samuel Chappuzeau
Samuel Chappuzeau, né à Paris le 16 juin 1625 et mort à Celle en août 1701, est un écrivain français.

## Biographie
Il était le fils de Charles Chappuzeau (v. 1564-1641), avocat du roi au parlement de Paris, auteur du Devoir général de l'homme en toutes conditions envers Dieu, le Roy, le public, son prochain et soy-mesme (1617). Tallemant des Réaux le cite sous le nom de Chapuiseau dans une de ses historiettes.
De famille poitevine protestante et fort pauvre malgré son appartenance à la noblesse de robe, Samuel Chappuzeau fit ses études à Châtillon-sur-Loing et à Genève, où il acquit une connaissance du latin qui lui permit de traduire Érasme. Il s’essaya au théâtre et fit représenter quelques pièces au Théâtre du Marais et à l’Hôtel de Bourgogne.
Il parcourut ensuite l’Angleterre, les Pays-Bas où il est nommé précepteur du jeune Guillaume III d'Orange-Nassau, la Suisse, l’Italie et l’Allemagne, où il exerça la médecine et fut en retour protégé par différentes cours, dont celles de Hesse-Cassel et de Bavière où il séjourna quelques années.
Il vécut en République de Genève de 1662 à 1672, dont il obtint la bourgeoisie en 1666.
Son ouvrage le plus important est son Théâtre françois (Lyon, Michel Mayer, 1674), qui fournit de précieuses informations sur le théâtre et la vie des comédiens français en Europe au XVIIe siècle. Le livre fut réédité à Bruxelles en 1867 et à Paris en 1875.

## Œuvres

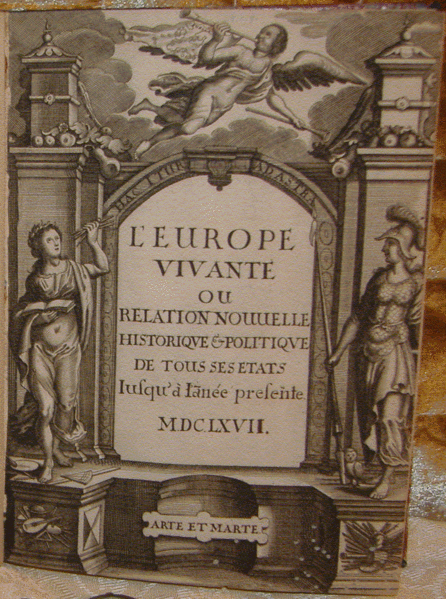
Frontispice de L'Europe vivante de Samuel Chappuzeau (1667).

- Ladice ou les Victoires du Grand Tamerlan, Paris, 1650
- Lyon dans son lustre, Lyon, 1656, frontispice gravé par Claudine Brunand (texte intégral sur Gallica)
- Le Cercle des femmes, entretiens comiques tirés des Dialogues Erasme, Lyon, 1656 (texte intégral sur Gallica)
- Damon et Pythias, ou le Triomphe de l’Amour et de l’Amitié, Amsterdam, 1657
- Armetzar ou les Amis ennemis, Leiden, 1658 (texte intégral sur Gallica)
- L’Inconstant vaincu, ou puni, chansons, 1660
- L’Académie des Femmes, Paris, 1661 (texte intégral sur Gallica)
- Le Colin-Maillard, Paris, 1662
- Genève délivrée, 1662
- Le Partisan duppé, Lyon, 1662
- Les entretiens familiers d’Erasme. Divisés en deux décades. Translated by S. Chappuzeau, Paris, 1662
- L’Avare duppé, ou l’Homme de paille, Paris, 1663 (texte intégral sur Gallica)
- Erasmue de Rotterdam : Colloques choisis. Traduit du latin par Samuel Chappuzeau
- Dictionnaire historique, géographique, philosophique, 1664
- Histoire des Joyaux, et des principales richesses de l’Orient & de l’Occident, Genève, 1665
- Entretiens familiers, pour l’instruction de la noblesse étrangere, Lyon, Genève, 1665
- Stances sur les armes victorieuses de Monseigneur le duc d’Enguyen, Paris, 1665 (texte intégral sur Gallica)
- L’Europe vivante ou relation nouvelle historique et politique de tous ses etats : selon la face qu’ils ont sur la fin de l’année MDCLXXI... suivi des portr. et des alliances des roys, Genève, 1667
- Les Eaux de Pirmont, Lyon, 1669
- La Muse enjouee ou le Theatre comique, Lyon, vers 1670
- L’Allemagne protestante : ou relation nouv. d’un voyage aux cours des Electeurs et des Prince Protestants de l’Empire en 1669, Genève, 1671
- Entretiens familiers, pour l’instruction de la noblesse étrangère, Genève, 1671 ; Amsterdam, Legrand, 1675 (édition bilingue franco-néerlandaise)
- La Relation nouvelle de l’estat présent de la Cour de son Altesse Charles Emmanuel II, Duc de Savoye, 1671
- Œuvres poetiques nouvelles du Sieur S C : qui contiennent diverses pieces de theatre, suivies de plusieurs sonnets, odes, elegies & epigrammes, Paris, Jean Girin et Barthelemy Riviere
- Relation de l’estat present de la maison royale et de la cour de Savoye, Paris, 1673
- L’Alemagne [sic], ou Relation nouvelle de toutes les cours de l’Empire, recueillie en deux voyages que l’autheur y a faits en 1669 et 1672, Paris, 1673
- Relation de l’estat present de la maison electorale et de la cour de Baviere, Paris, 1673
- Le Théâtre françois divisé en trois Livres, où il est traité I. De L’Usage de la Comédie. II. Des Auteurs qui soutiennent le Theatre. III. De la Conduite des Comédiens, Lyon, Michel Mayer, 1674 (texte intégral sur Gallica)
- Nouveau dictionnaire françois-aleman et aleman-françois qu’accompagne le latin, Bâle, 1675
- L’Orateur chrétien, ou Traité de l’excellence et de la pratique de la chaire, Paris, 1675
- Nouveau recueil de comédies : représentées en divers temps sur les théâtres de Paris, Lyon, 1677-1678
- Les Parfaits amis ou le Triomphe de l’amour et de l’amitié, Lyon, 1677
- Idee du Monde ou introduction facile et methodique a la cosmographie et a l’histoire : divisee en trios parties, Celle, 1690
- Maniere de bien Precher
- Nouveau Dictionnaire historique, géographique, chronologique & philologique, Celle, 1694.